# Padre Tempo

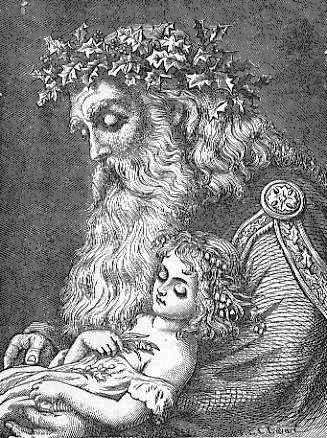
Padre Tempo con il Neonato di Capodanno da Frolic & Fun (1897).

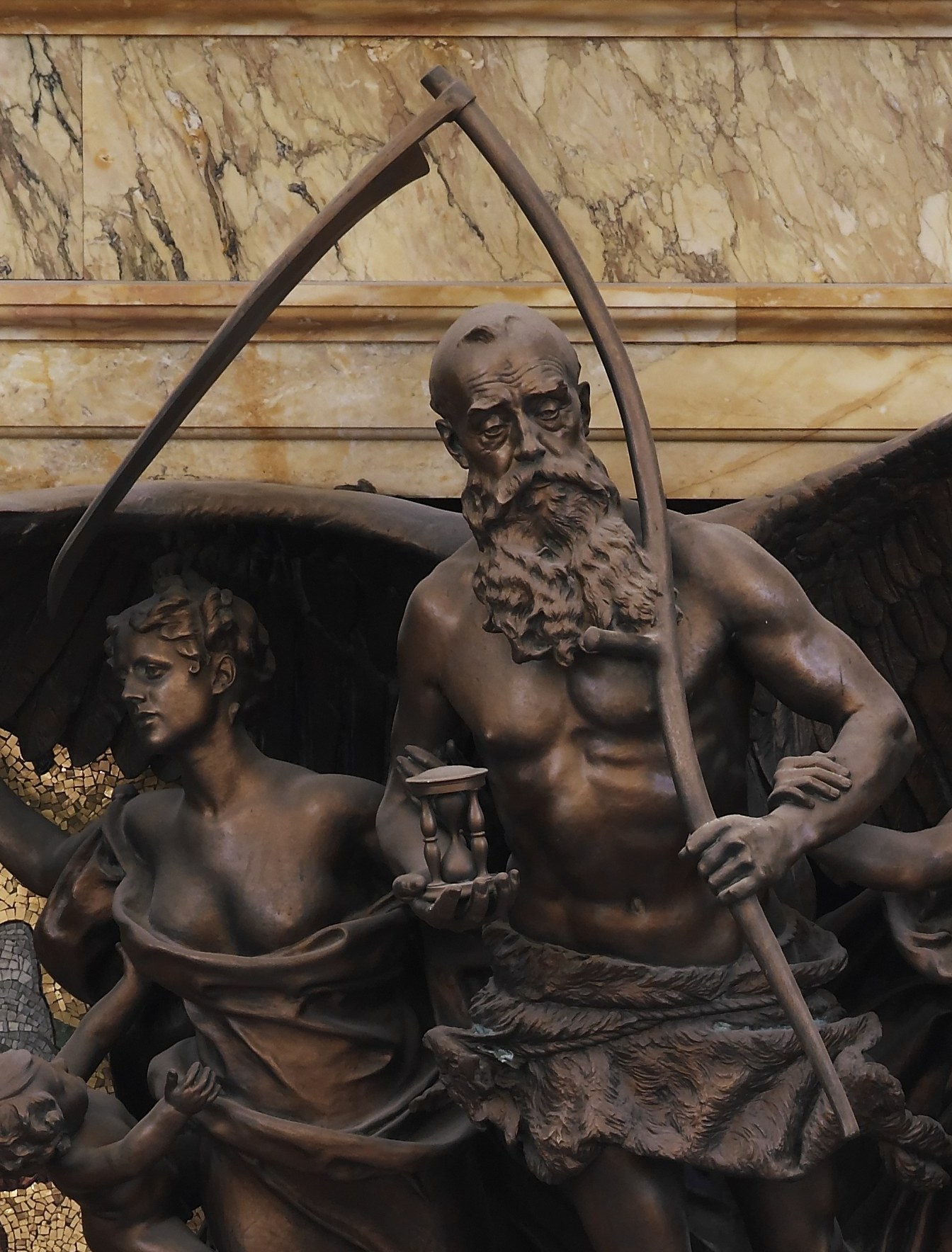
Dettaglio raffigurante Padre Tempo nel Rotunda Clock (1896) di John Flanagan, alla Library of Congress, Thomas Jefferson Building, Washington.

Padre Tempo (conosciuto come Father Time nei paesi anglosassoni e Pakiž in alcuni altri paesi) è la personificazione del tempo. È solitamente rappresentato come un anziano dalla barba lunga, vestito con una toga, con in mano una falce e una clessidra o altri oggetti relativi al tempo. Questa iconografia deriva da molte fonti più antiche, ad esempio la personificazione della Morte e Crono, il dio greco del tempo. Talvolta viene indicato come lo sposo di Madre Natura e nemico di Padre Spazio.
Non di rado viene inoltre rappresentato insieme al Neonato di Capodanno (Baby New Year), che è la personificazione dell'inizio di un nuovo anno.

## Riferimenti nella cultura di massa
- Nel film con Tim Allen Che fine ha fatto Santa Clause? ad una riunione nel Polo nord partecipano Babbo Natale, Padre Tempo, Madre Natura, la Fatina dei denti, il Coniglietto pasquale e l'Uomo dei Sogni.
- Nel Christmas Party Pack di The Sims 2 esiste la possibilità di fare feste di fine anno alle quali potranno presentarsi Padre Tempo e il Neonato di Capodanno.
- Nelle serie animate de I Puffi compare a volte come anche Madre Natura.